# Simone Ghini
Simone Ghini (Firenze, 1406 o 1407 – 1491) è stato uno scultore italiano.

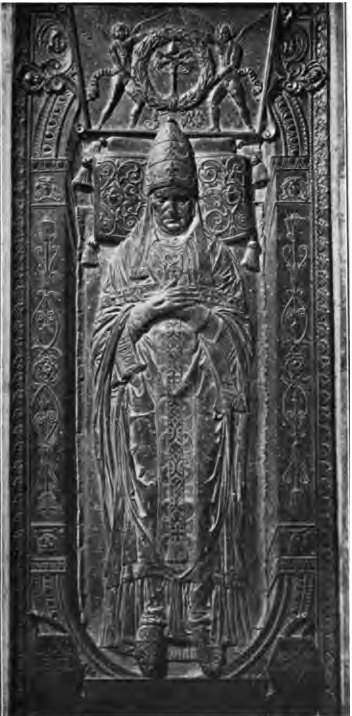
Tomba di Martino V

Simone è conosciuto soprattutto per la realizzazione della tomba del papa Martino V a San Giovanni in Laterano in Roma. Collaborò con Antonio Filarete alla realizzazione della porta bronzea di San Pietro a Roma, meglio conosciuta come la "Porta del Filarete". Giorgio Vasari, nel suo libro sulle vite dei più eccellenti pittori, scultori, e architetti sostiene erroneamente che Simone fu fratello di Donatello. Morì nel 1491.